# Tockus jacksoni
El cálao de Jackson (Tockus jacksoni) es una especie de ave en la familia Bucerotidae. 
Excepto por sus manchas blancas en las alas, se asemeja, y a menudo es considerado una subespecie del Tockus deckeni.

## Distribución
Se lo encuentra en Kenia, Sudán del sur, y Uganda.